# John Medina
John Medina (Zulia, 9 de setembro de 1968) é um ex-futebolista venezuelano que atuava como defensor.

## Carreira
John Medina integrou a Seleção Venezuelana de Futebol na Copa América de 1997.